# Oligomeris dregeana
Oligomeris dregeana là một loài thực vật có hoa trong họ Resedaceae. Loài này được (Müll. Arg.) Müll. Arg. mô tả khoa học đầu tiên.